# 康山乡 (余干县)
康山乡，是中华人民共和国江西省上饶市余干县下辖的一个乡镇级行政单位。

## 行政区划
康山乡下辖以下地区：
金山村、大山村、团结村、王家村和府山村。